# 4 de 7 amb l'agulla
El 4 de 7 amb l'agulla, també anomenat quatre de set amb el pilar al mig, és un castell de 7 pisos d'alçada i 4 castellers per pis, que en descarregar-se deixa al descobert un pilar de 5 pisos. L'estructura d'aquest castell és més oberta que la d'un 4 de 7 per tal que el pilar tingui espai al seu interior. Una vegada l'enxaneta fa l'aleta al 4 i comença a baixar del castell, l'acotxador entra al pilar com a enxaneta. Com la resta de castells amb l'agulla, només es considera carregat quan el pilar complet resta sobre la pinya, és a dir, quan els segons de l'estructura del 4 ja s'han deixat anar de braços i comencen a baixar.
Encara que l'estructura amb agulla és característica dels castells de 4, també s'ha provat encabir-la als castells de 3, com el 3 de 6 amb l'agulla, el 3 de 7 amb l'agulla, el 3 de 8 amb l'agulla o el 3 de 9 amb folre i l'agulla.